# Rœschwoog

Rœschwoog este o comună în departamentul Bas-Rhin, Franța.